# Slepčany
Slepčany (deutsch Sleptschan, ungarisch Szelepcsény) ist eine Gemeinde im Westen der Slowakei mit 839 Einwohnern (Stand 31. Dezember 2024), die zum Kreis Okres Zlaté Moravce, einem Teil des Nitriansky kraj, gehört und in der traditionellen Landschaft Tekov liegt.

## Geographie
Die Gemeinde befindet sich zwischen den Hügelländern Žitavská pahorkatina westlich und Pohronská pahorkatina östlich von Slepčany, beiden Teil des slowakischen Donautieflands, am Ende des Oberlaufs von Žitava, die östlich am Ort vorbeifließt. Vom Westen wird das bebaute Gebiet durch den Bach Čerešňový potok begrenzt, der oberhalb des Dorfes zu einem See aufgestaut ist. Das Gemeindegebiet ist flach bis hügelig und hat überwiegend Braunböden. Das Ortszentrum liegt auf einer Höhe von 160 m n.m. und ist achteinhalb Kilometer von Vráble sowie 11 Kilometer von Zlaté Moravce entfernt.
Nachbargemeinden sind Vieska nad Žitavou im Norden, Červený Hrádok im Osten, Nevidzany im Südosten, Nová Ves nad Žitavou im Süden, Malé Chyndice im Westen und Beladice im Nordwesten.

## Geschichte
Das Gemeindegebiet von Slepčany wurde in der Jungsteinzeit besiedelt und beherbergte eine Siedlung der Lengyel-Kultur sowie eine frühmittelalterliche Siedlung aus dem 11. und 12. Jahrhundert.
Der heutige Ort wurde zum ersten Mal 1165 als Selepchen schriftlich erwähnt, als ein gewisser Forcus das ganze Ortsgut an die Abtei von Hronský Beňadik übertrug. Ein aus dem Jahr 1245 stammendes Verzeichnis von Pflichten von Untertanen gegenüber der Abtei ist überliefert. 1536 hatte Slepčany insgesamt 10 Porta, 1565 kam der Besitz in die Hände des Graner Kapitels. 1601 hatte die Ortschaft eine Mühle und 46 Häuser. Im Verlaufe des 17. Jahrhunderts wurde Slepčany von den osmanischen Truppen mehrmals verwüstet. 1828 zählte man 88 Häuser und 598 Einwohner, die überwiegend als Landwirte beschäftigt waren.
Bis 1918 gehörte der im Komitat Bars liegende Ort zum Königreich Ungarn und kam danach zur Tschechoslowakei beziehungsweise heute Slowakei. In den 1920er Jahren wurden die bisherigen kirchlichen Besitzungen parzelliert.

## Bevölkerung
| Jahr                | 1994 | 2004    | 2014    | 2024    |
| ------------------- | ---- | ------- | ------- | ------- |
| Anzahl der Personen | 881  | 847     | 822     | 839     |
| Unterschied         |      | −3,85 % | −2,95 % | +2,06 % |

| Jahr                | 2023 | 2024    |
| ------------------- | ---- | ------- |
| Anzahl der Personen | 796  | 839     |
| Unterschied         |      | +5,40 % |

Gemäß der Volkszählung 2011 wohnten in Slepčany 846 Einwohner, davon 818 Slowaken, vier Magyaren, zwei Tschechen sowie jeweils ein Deutscher, Mährer und Ukrainer. 19 Einwohner machten keine Angabe zur Ethnie.
753 Einwohner bekannten sich zur römisch-katholischen Kirche, drei Einwohner zur apostolischen Kirche sowie jeweils ein Einwohner zur jüdischen Gemeinde, zur orthodoxen Kirche und zur reformierten Kirche. 29 Einwohner waren konfessionslos und bei 58 Einwohnern wurde die Konfession nicht ermittelt.

## Bauwerke
- römisch-katholische Johannes-Nepomuk-Kirche im neoklassizistischen Stil aus dem Jahr 1881

## Söhne und Töchter der Gemeinde
- György Szelepcsényi (1595–1685), Bischof von Kalocsa und Erzbischof von Gran (1667–1686)
- Eduard Duckesz (1868–1944), Rabbiner, NS-Opfer